# Neurální zpětná propagace
Neurální zpětné šíření (anglicky Neural backpropagation - nicméně „propagace“ má zavádějící význam) je jev, při kterém akční potenciál z neuronu vytváří napěťové vzruchy jak na konci axonu (normální šíření), tak přes dendritický trn nebo dendrity, z něhož velká část původního vstupního proudu vzešla. Existuje navíc i pasivní elektrotonické šíření.